# Kim Doeun
Kim Doeun (hangul: 김도은; hanja: 杜恩; rr: Kim Doeun; MR: Kim Doeun; Seul, 24 de dezembro de 2007), conhecida pelo seu nome artístico Doeun, é uma cantora, rapper, compositora e dançarina sul-coreana. Ela é integrante do girl group sul-coreano Young Posse, formado numa parceira entre a gravadora DSP Media e a gravadora independente Beats Entertainment.

## Carreira
Em 30 de junho de 2023, Doeun foi revelada como uma das cinco integrantes que estreará no grupo feminino Young Posse. O grupo estreou no dia 18 de outubro de 2023 com o EP Macaroni Cheese.

## Discografia

### Outras canções nas paradas
| "School's Out" (com Sunhye)                                                               | 2025 | ASA | Growing Pain pt.1: FREE |
| "—" denota lançamentos que não entraram nas paradas ou não foram lançados naquela região. |      |     |                         |

### Créditos de composição
Todos os créditos das canções são adaptados do banco de dados da Korea Music Copyright Association, salvo indicação em contrário.
| Ano  | Artista       | Canção                                                               | Álbum                    | Letrista  | Letrista                                                                        | Compositor | Compositor           |
| Ano  | Artista       | Canção                                                               | Álbum                    | Creditada | Com                                                                             | Creditada  | Com                  |
| ---- | ------------- | -------------------------------------------------------------------- | ------------------------ | --------- | ------------------------------------------------------------------------------- | ---------- | -------------------- |
| 2023 | Young Posse   | "Macaroni Cheese"                                                    | Macaroni Cheese          | Yes       | Wi Yeonjung, Sunhye, Jiana, Jaedyn                                              | Não        | N/A                  |
| 2024 | Young Posse   | "Roty"                                                               | XXL                      | Yes       | Rick Bridges, Wi Yeonjung, Sunhye, Jiana, Jaedyn, Han Jieun                     | Não        | N/A                  |
| 2024 | Young Posse   | "Ate That"                                                           | Ate That                 | Yes       | Sang Hyeok Choi, Lee Eui Chul, Wi Yeonjung, Sunhye, Lee Ki Won                  | Não        | N/A                  |
| 2024 | Young Posse   | "Loading"                                                            | Ate That                 | Yes       | Wi Yeonjung, Sunhye, Jiana, Jaedyn, Han Jieun                                   | Não        | N/A                  |
| 2024 | Young Posse   | "We Still Loading (feat. Los, Rick Bridges, northfacegawd & DJ Sky)" | Year 1: We Still Loading | Yes       | Rick Bridges, Los, Wi Yeonjung, Sunhye, Han Jieun, Jiana, northfacegawd, Kiggen | Não        | N/A                  |
| 2025 | Young Posse   | "Blue Dot"                                                           | COLD                     | Yes       | YELLA D, Sunhye                                                                 | Não        | N/A                  |
| 2025 | Young Posse   | "Santa Claus Left Me No Goodz"                                       | COLD                     | Yes       | Sunhye, Wi Yeonjung, Jiana, Jieun, Kiggen                                       | Não        | N/A                  |
| 2025 | Young Posse   | "Oskar's Drawing"                                                    | COLD                     | Yes       | YELLA D                                                                         | Não        | N/A                  |
| 2025 | Young Posse   | "FREESTYLE"                                                          | Growing Pain pt.1: FREE  | Yes       | Sunhye, Wi Yeonjung, Jiana, Jieun, Rick Bridges                                 | Não        | N/A                  |
| 2025 | Young Posse   | "ADHD"                                                               | Growing Pain pt.1: FREE  | Yes       | Sunhye, Wi Yeonjung, Jiana, Jieun                                               | Não        | N/A                  |
| 2025 | Sunhye, Doeun | "School's Out"                                                       | Growing Pain pt.1: FREE  | Yes       | Sunhye, Kiggen                                                                  | Não        | N/A                  |
| 2025 | Young Posse   | "MON3Y 8ANK"                                                         | Growing Pain pt.1: FREE  | Yes       | Sunhye, Jieun                                                                   | Não        | N/A                  |
| 2025 | Young Posse   | "soju"                                                               | Growing Pain pt.1: FREE  | Yes       | Sunhye, Wi Yeonjung, Jiana, Jieun                                               | Não        | N/A                  |
| 2025 | Young Posse   | "Same Shit 中 Another One"                                           | Growing Pain pt.1: FREE  | Yes       | Yella D, Sunhye, Wi Yeonjung, Jiana, Jieun                                      | Yes        | YELLA D, Wi Yeonjung |

## Ligações Externas
- Commons